# Lista över fotbollsövergångar i Allsvenskan 2020
Detta är en lista över fotbollsövergångar i Allsvenskan i Sverige säsongen 2020.

## Allsvenskan

### AIK

#### Vinterövergångar 2019/2020
| Nr | Land     | Pos | Namn                                                      |
| -- | -------- | --- | --------------------------------------------------------- |
|    | Kenya    | F   | Erick Otieno (från Vasalunds IF)                          |
|    | Albanien | MF  | Jasir Asani (Inlånad från Partizani Tirana)               |
|    | Danmark  | MV  | Jakob Haugaard (från Stoke City)                          |
|    | Ghana    | MF  | Ebenezer Ofori (från Stuttgart)                           |
|    | Sverige  | A   | Paulos Abraham (från IF Brommapojkarna)                   |
|    | Sverige  | MF  | Tom Strannegård (Uppflyttad från U19-laget)               |
|    | Tunisien | F   | Adam Ben Lamin (Återvänder efter lån från Utsiktens BK)}  |
|    | Sverige  | A   | Stefan Silva (Återvänder efter lån från Fatih Karagümrük) |

| Nr | Land     | Pos | Namn                                                      |
| -- | -------- | --- | --------------------------------------------------------- |
|    | Kenya    | F   | Erick Otieno (från Vasalunds IF)                          |
|    | Albanien | MF  | Jasir Asani (Inlånad från Partizani Tirana)               |
|    | Danmark  | MV  | Jakob Haugaard (från Stoke City)                          |
|    | Ghana    | MF  | Ebenezer Ofori (från Stuttgart)                           |
|    | Sverige  | A   | Paulos Abraham (från IF Brommapojkarna)                   |
|    | Sverige  | MF  | Tom Strannegård (Uppflyttad från U19-laget)               |
|    | Tunisien | F   | Adam Ben Lamin (Återvänder efter lån från Utsiktens BK)}  |
|    | Sverige  | A   | Stefan Silva (Återvänder efter lån från Fatih Karagümrük) |

| Nr | Land      | Pos | Namn                                              |
| -- | --------- | --- | ------------------------------------------------- |
| 5  | Sverige   | F   | Jesper Nyholm (Klubb ej klar)                     |
| 10 | Nigeria   | A   | Chinedu Obasi (Klubb ej klar)                     |
| 31 | Sverige   | MF  | Christos Gravius (till Degerfors IF)              |
| 34 | Sverige   | MV  | Oscar Linnér (till Arminia Bielefeld)             |
| 20 | Norge     | A   | Tarik Elyounoussi (till Shonan Bellmare)          |
| 22 | Argentina | A   | Nicolás Stefanelli (till Union La Calera)         |
| 35 | Sverige   | MV  | Samuel Brolin (Utlånad till Akropolis IF)         |
| 16 | Sverige   | A   | Daniel Mushitu (Utlånad till IF Karlstad)         |
| 16 | Sverige   | MF  | Anton Salétros (Återvänder efter lån till Rostov) |

| Nr | Land      | Pos | Namn                                              |
| -- | --------- | --- | ------------------------------------------------- |
| 5  | Sverige   | F   | Jesper Nyholm (Klubb ej klar)                     |
| 10 | Nigeria   | A   | Chinedu Obasi (Klubb ej klar)                     |
| 31 | Sverige   | MF  | Christos Gravius (till Degerfors IF)              |
| 34 | Sverige   | MV  | Oscar Linnér (till Arminia Bielefeld)             |
| 20 | Norge     | A   | Tarik Elyounoussi (till Shonan Bellmare)          |
| 22 | Argentina | A   | Nicolás Stefanelli (till Union La Calera)         |
| 35 | Sverige   | MV  | Samuel Brolin (Utlånad till Akropolis IF)         |
| 16 | Sverige   | A   | Daniel Mushitu (Utlånad till IF Karlstad)         |
| 16 | Sverige   | MF  | Anton Salétros (Återvänder efter lån till Rostov) |

#### Sommarövergångar 2020
| Nr | Land | Pos | Namn |
| -- | ---- | --- | ---- |

| Nr | Land | Pos | Namn |
| -- | ---- | --- | ---- |

| Nr | Land | Pos | Namn |
| -- | ---- | --- | ---- |

| Nr | Land | Pos | Namn |
| -- | ---- | --- | ---- |

### BK Häcken

#### Vinterövergångar 2019/2020
| Nr | Land    | Pos | Namn                                   |
| -- | ------- | --- | -------------------------------------- |
|    | Sverige | MF  | Patrik Wålemark (från Qviding FIF)     |
|    | Sverige | F   | Tobias Carlsson (från Varbergs BoIS)   |
|    | Finland | A   | Jasse Tuominen (från Bate Borisov)     |
|    | Sverige | MF  | Adnan Maric (från Swansea City)        |
|    | Sverige | MF  | Leo Bengtsson (från Hammarby IF)       |
|    | Norge   | A   | Alexander Söderlund (från Rosenborg)   |
|    | Sverige | MF  | Imam Jagne (Uppflyttad från U19-laget) |

| Nr | Land    | Pos | Namn                                   |
| -- | ------- | --- | -------------------------------------- |
|    | Sverige | MF  | Patrik Wålemark (från Qviding FIF)     |
|    | Sverige | F   | Tobias Carlsson (från Varbergs BoIS)   |
|    | Finland | A   | Jasse Tuominen (från Bate Borisov)     |
|    | Sverige | MF  | Adnan Maric (från Swansea City)        |
|    | Sverige | MF  | Leo Bengtsson (från Hammarby IF)       |
|    | Norge   | A   | Alexander Söderlund (från Rosenborg)   |
|    | Sverige | MF  | Imam Jagne (Uppflyttad från U19-laget) |

| Nr | Land      | Pos | Namn                                 |
| -- | --------- | --- | ------------------------------------ |
| 15 | Finland   | F   | Kari Arkivuo (till Lahti)            |
| 10 | Brasilien | A   | Paulinho (till Hapoel Be'er Sheva)   |
| 27 | Sverige   | MF  | Benjamin Arapovic (till Norrby IF)   |
| 13 | Sverige   | F   | Teodor Wålemark (till Ljungskile SK) |
| 24 | Sverige   | MF  | Kevin Ackermann (till Örgryte IS)    |
| 16 | Ghana     | A   | Kwame Kizito (till Falkenbergs FF)   |

| Nr | Land      | Pos | Namn                                 |
| -- | --------- | --- | ------------------------------------ |
| 15 | Finland   | F   | Kari Arkivuo (till Lahti)            |
| 10 | Brasilien | A   | Paulinho (till Hapoel Be'er Sheva)   |
| 27 | Sverige   | MF  | Benjamin Arapovic (till Norrby IF)   |
| 13 | Sverige   | F   | Teodor Wålemark (till Ljungskile SK) |
| 24 | Sverige   | MF  | Kevin Ackermann (till Örgryte IS)    |
| 16 | Ghana     | A   | Kwame Kizito (till Falkenbergs FF)   |

#### Sommarövergångar 2020
| Nr | Land | Pos | Namn |
| -- | ---- | --- | ---- |

| Nr | Land | Pos | Namn |
| -- | ---- | --- | ---- |

| Nr | Land | Pos | Namn |
| -- | ---- | --- | ---- |

| Nr | Land | Pos | Namn |
| -- | ---- | --- | ---- |

### Djurgårdens IF

#### Vinterövergångar 2019/2020
| Nr | Land    | Pos | Namn                                       |
| -- | ------- | --- | ------------------------------------------ |
|    | Sverige | A   | Karl Holmberg (från IFK Norrköping)        |
|    | Norge   | MV  | Erland Tangvik (från Tiller)               |
|    | Zambia  | MF  | Emmanuel Banda (från Oostende)             |
|    | Sverige | F   | Linus Tagesson (Uppflyttad från U19-laget) |

| Nr | Land    | Pos | Namn                                       |
| -- | ------- | --- | ------------------------------------------ |
|    | Sverige | A   | Karl Holmberg (från IFK Norrköping)        |
|    | Norge   | MV  | Erland Tangvik (från Tiller)               |
|    | Zambia  | MF  | Emmanuel Banda (från Oostende)             |
|    | Sverige | F   | Linus Tagesson (Uppflyttad från U19-laget) |

| Nr | Land           | Pos | Namn                                                        |
| -- | -------------- | --- | ----------------------------------------------------------- |
| -  | Sverige        | MF  | Marcus Hansson (Klubb ej klar)                              |
| 16 | Sverige        | MF  | Joseph Ceesay (till Helsingborgs IF)                        |
| 35 | Sverige        | MV  | Jacob Widell Zetterström (Avslutat karriären)               |
| 22 | Sverige        | A   | Adam Bergmark Wiberg (Utlånad till Örgryte IS)              |
| 2  | Sverige        | F   | Johan Andersson (Utlånad till GIF Sundsvall)                |
| 14 | Nordmakedonien | MF  | Besard Sabovic (till Mjällby AIF)                           |
| 37 | Sverige        | MV  | Benjamin Machini (Klubb ej klar)                            |
| 17 | Sverige        | MF  | Hampus Finndell (Utlånad till Dalkurd FF)                   |
| 7  | Sverige        | MF  | Dzenis Kozica (Utlånad till Jönköpings Södra IF)            |
| 3  | Sverige        | F   | Marcus Danielson (till Dalian Professional)                 |
| 77 | Sierra Leone   | A   | Mohamed Buya Turay (Återvänder efter lån till Sint-Truiden) |

| Nr | Land           | Pos | Namn                                                        |
| -- | -------------- | --- | ----------------------------------------------------------- |
| -  | Sverige        | MF  | Marcus Hansson (Klubb ej klar)                              |
| 16 | Sverige        | MF  | Joseph Ceesay (till Helsingborgs IF)                        |
| 35 | Sverige        | MV  | Jacob Widell Zetterström (Avslutat karriären)               |
| 22 | Sverige        | A   | Adam Bergmark Wiberg (Utlånad till Örgryte IS)              |
| 2  | Sverige        | F   | Johan Andersson (Utlånad till GIF Sundsvall)                |
| 14 | Nordmakedonien | MF  | Besard Sabovic (till Mjällby AIF)                           |
| 37 | Sverige        | MV  | Benjamin Machini (Klubb ej klar)                            |
| 17 | Sverige        | MF  | Hampus Finndell (Utlånad till Dalkurd FF)                   |
| 7  | Sverige        | MF  | Dzenis Kozica (Utlånad till Jönköpings Södra IF)            |
| 3  | Sverige        | F   | Marcus Danielson (till Dalian Professional)                 |
| 77 | Sierra Leone   | A   | Mohamed Buya Turay (Återvänder efter lån till Sint-Truiden) |

#### Sommarövergångar 2020
| Nr | Land | Pos | Namn |
| -- | ---- | --- | ---- |

| Nr | Land | Pos | Namn |
| -- | ---- | --- | ---- |

| Nr | Land | Pos | Namn |
| -- | ---- | --- | ---- |

| Nr | Land | Pos | Namn |
| -- | ---- | --- | ---- |

### Falkenbergs FF

#### Vinterövergångar 2019/2020
| Nr | Land          | Pos | Namn                                          |
| -- | ------------- | --- | --------------------------------------------- |
|    | Sverige       | MV  | Tim Erlandsson (från IK Frej)                 |
|    | Ghana         | A   | Kwame Kizito (från BK Häcken)                 |
|    | Nya Zeeland   | A   | Matthew Garbett (från Team Wellington)        |
|    | Nederländerna | F   | Sander van Looy (från Zwolle)                 |
|    | Sverige       | MF  | Carl Martinsson (Uppflyttad från U19-laget)   |
|    | Sverige       | F   | Gabriel Johansson (Uppflyttad från U19-laget) |
|    | Sverige       | MF  | Lorik Ademi (Uppflyttad från U19-laget)       |
|    | Sverige       | F   | Mohammad Ahmadi (Uppflyttad från U19-laget)   |
|    | Sverige       | A   | Rasmus Fridolf (Uppflyttad från U19-laget)    |

| Nr | Land          | Pos | Namn                                          |
| -- | ------------- | --- | --------------------------------------------- |
|    | Sverige       | MV  | Tim Erlandsson (från IK Frej)                 |
|    | Ghana         | A   | Kwame Kizito (från BK Häcken)                 |
|    | Nya Zeeland   | A   | Matthew Garbett (från Team Wellington)        |
|    | Nederländerna | F   | Sander van Looy (från Zwolle)                 |
|    | Sverige       | MF  | Carl Martinsson (Uppflyttad från U19-laget)   |
|    | Sverige       | F   | Gabriel Johansson (Uppflyttad från U19-laget) |
|    | Sverige       | MF  | Lorik Ademi (Uppflyttad från U19-laget)       |
|    | Sverige       | F   | Mohammad Ahmadi (Uppflyttad från U19-laget)   |
|    | Sverige       | A   | Rasmus Fridolf (Uppflyttad från U19-laget)    |

| Nr | Land     | Pos | Namn                                        |
| -- | -------- | --- | ------------------------------------------- |
| 11 | Sverige  | MF  | Robin Östlind (till Halmstads BK)           |
| 16 | Sverige  | MV  | Hampus Nilsson (till Trelleborgs FF)        |
| 3  | Sverige  | MF  | Hampus Svensson (Klubb ej klar)             |
| 6  | Sverige  | MF  | Johan Lassagård (till IFK Värnamo)          |
| 15 | Ryssland | A   | Kirill Pogrebnyak (till Lokomotiv Tasjkent) |
| 2  | Sverige  | F   | Ludvig Johansson (till Ullareds IK)         |
| 19 | Sverige  | MF  | Mergim Laci (Klubb ej klar)                 |
| 14 | Sverige  | F   | Per Karlsson (till Tvååkers IF)             |
| 45 | Sverige  | MF  | Passi Prudence (till Landskrona BoIS)       |
| 28 | Nigeria  | MF  | Dominic Chatto (Avslutat karriären)         |
| -  | Sverige  | MF  | Carl Martinsson (Utlånad till Tvååkers IF)  |
| 16 | Sverige  | MV  | Dennis Bengtsson (Klubb ej klar)            |

| Nr | Land     | Pos | Namn                                        |
| -- | -------- | --- | ------------------------------------------- |
| 11 | Sverige  | MF  | Robin Östlind (till Halmstads BK)           |
| 16 | Sverige  | MV  | Hampus Nilsson (till Trelleborgs FF)        |
| 3  | Sverige  | MF  | Hampus Svensson (Klubb ej klar)             |
| 6  | Sverige  | MF  | Johan Lassagård (till IFK Värnamo)          |
| 15 | Ryssland | A   | Kirill Pogrebnyak (till Lokomotiv Tasjkent) |
| 2  | Sverige  | F   | Ludvig Johansson (till Ullareds IK)         |
| 19 | Sverige  | MF  | Mergim Laci (Klubb ej klar)                 |
| 14 | Sverige  | F   | Per Karlsson (till Tvååkers IF)             |
| 45 | Sverige  | MF  | Passi Prudence (till Landskrona BoIS)       |
| 28 | Nigeria  | MF  | Dominic Chatto (Avslutat karriären)         |
| -  | Sverige  | MF  | Carl Martinsson (Utlånad till Tvååkers IF)  |
| 16 | Sverige  | MV  | Dennis Bengtsson (Klubb ej klar)            |

#### Sommarövergångar 2020
| Nr | Land | Pos | Namn |
| -- | ---- | --- | ---- |

| Nr | Land | Pos | Namn |
| -- | ---- | --- | ---- |

| Nr | Land | Pos | Namn |
| -- | ---- | --- | ---- |

| Nr | Land | Pos | Namn |
| -- | ---- | --- | ---- |

### Hammarby IF

#### Vinterövergångar 2019/2020
| Nr | Land            | Pos | Namn                                                     |
| -- | --------------- | --- | -------------------------------------------------------- |
|    | Sverige         | A   | Gustav Ludwigson (från Örgryte IS)                       |
|    | Elfenbenskusten | F   | Aziz Ouattara Mohammed (från ASEC Mimosas)               |
|    | Elfenbenskusten | A   | Loue Bayere Junior (från ASEC Mimosas)                   |
|    | Brasilien       | A   | Paulinho (från Hapoel Be'er Sheva)                       |
|    | Sverige         | MF  | Abdul Khalili (från Kasımpaşa)                           |
|    | Danmark         | MV  | David Ousted (från Chicago Fire)                         |
|    | Sverige         | A   | Leon Hien (Uppflyttad från U19-laget)                    |
|    | Ghana           | MF  | Abdul Halik Hudu (Återvänder efter lån från IK Frej)     |
|    | Sverige         | MF  | André Alsanati (Återvänder efter lån från IK Frej)       |
|    | Sverige         | A   | Filston Mawana (Återvänder efter lån från IK Frej)       |
|    | Brasilien       | F   | Jean Carlos de Brito (Återvänder efter lån från IK Frej) |
|    | Sverige         | F   | Oscar Krusnell (Återvänder efter lån från Team TG FF)    |

| Nr | Land            | Pos | Namn                                                     |
| -- | --------------- | --- | -------------------------------------------------------- |
|    | Sverige         | A   | Gustav Ludwigson (från Örgryte IS)                       |
|    | Elfenbenskusten | F   | Aziz Ouattara Mohammed (från ASEC Mimosas)               |
|    | Elfenbenskusten | A   | Loue Bayere Junior (från ASEC Mimosas)                   |
|    | Brasilien       | A   | Paulinho (från Hapoel Be'er Sheva)                       |
|    | Sverige         | MF  | Abdul Khalili (från Kasımpaşa)                           |
|    | Danmark         | MV  | David Ousted (från Chicago Fire)                         |
|    | Sverige         | A   | Leon Hien (Uppflyttad från U19-laget)                    |
|    | Ghana           | MF  | Abdul Halik Hudu (Återvänder efter lån från IK Frej)     |
|    | Sverige         | MF  | André Alsanati (Återvänder efter lån från IK Frej)       |
|    | Sverige         | A   | Filston Mawana (Återvänder efter lån från IK Frej)       |
|    | Brasilien       | F   | Jean Carlos de Brito (Återvänder efter lån från IK Frej) |
|    | Sverige         | F   | Oscar Krusnell (Återvänder efter lån från Team TG FF)    |

| Nr | Land      | Pos | Namn                                        |
| -- | --------- | --- | ------------------------------------------- |
| 77 | Norge     | F   | Mats Solheim (till Stabaek)                 |
| 16 | Sverige   | MF  | Leo Bengtsson (till BK Häcken)              |
| -  | Brasilien | A   | Zé Vitor (till Clube Atlético Tubarão)      |
| 40 | Serbien   | A   | Nikola Đurđić (till Chengdu Better City)    |
| 1  | Sverige   | MV  | Johan Wiland (Avslutat karriären)           |
| 23 | Sverige   | F   | Marcus Degerlund (till Jönköpings Södra IF) |
| -  | Sverige   | F   | Hjalmar Ekdal (Utlånad till IK Sirius)      |

| Nr | Land      | Pos | Namn                                        |
| -- | --------- | --- | ------------------------------------------- |
| 77 | Norge     | F   | Mats Solheim (till Stabaek)                 |
| 16 | Sverige   | MF  | Leo Bengtsson (till BK Häcken)              |
| -  | Brasilien | A   | Zé Vitor (till Clube Atlético Tubarão)      |
| 40 | Serbien   | A   | Nikola Đurđić (till Chengdu Better City)    |
| 1  | Sverige   | MV  | Johan Wiland (Avslutat karriären)           |
| 23 | Sverige   | F   | Marcus Degerlund (till Jönköpings Södra IF) |
| -  | Sverige   | F   | Hjalmar Ekdal (Utlånad till IK Sirius)      |

#### Sommarövergångar 2020
| Nr | Land | Pos | Namn |
| -- | ---- | --- | ---- |

| Nr | Land | Pos | Namn |
| -- | ---- | --- | ---- |

| Nr | Land | Pos | Namn |
| -- | ---- | --- | ---- |

| Nr | Land | Pos | Namn |
| -- | ---- | --- | ---- |

### Helsingborgs IF

#### Vinterövergångar 2019/2020
| Nr | Land              | Pos | Namn                                                 |
| -- | ----------------- | --- | ---------------------------------------------------- |
|    | Sverige           | A   | Assad Al Hamlawi (från Ängelholms FF)                |
|    | Sverige           | MV  | Alexander Nilsson (från IFK Hässleholm)              |
|    | Kongo-Brazzaville | F   | Ravy Tsouka (från Västerås SK)                       |
|    | Sverige           | MF  | Joseph Ceesay (från Djurgårdens IF)                  |
|    | Färöarna          | MF  | Brandur Olsen (från Hafnarfjördur)                   |
|    | Nordmakedonien    | F   | Egzon Bejtulai (från Shkëndija)                      |
|    | Sverige           | A   | Rasmus Jönsson (från Buriram United)                 |
|    | Sverige           | F   | Erik Figueroa (från Unión La Calera)                 |
|    | Sverige           | A   | Alex Timossi Andersson (Inlånad från Bayern München) |
|    | England           | A   | Noel Mbo (Återvänder efter lån från Eskilsminne IF)  |

| Nr | Land              | Pos | Namn                                                 |
| -- | ----------------- | --- | ---------------------------------------------------- |
|    | Sverige           | A   | Assad Al Hamlawi (från Ängelholms FF)                |
|    | Sverige           | MV  | Alexander Nilsson (från IFK Hässleholm)              |
|    | Kongo-Brazzaville | F   | Ravy Tsouka (från Västerås SK)                       |
|    | Sverige           | MF  | Joseph Ceesay (från Djurgårdens IF)                  |
|    | Färöarna          | MF  | Brandur Olsen (från Hafnarfjördur)                   |
|    | Nordmakedonien    | F   | Egzon Bejtulai (från Shkëndija)                      |
|    | Sverige           | A   | Rasmus Jönsson (från Buriram United)                 |
|    | Sverige           | F   | Erik Figueroa (från Unión La Calera)                 |
|    | Sverige           | A   | Alex Timossi Andersson (Inlånad från Bayern München) |
|    | England           | A   | Noel Mbo (Återvänder efter lån från Eskilsminne IF)  |

| Nr | Land         | Pos | Namn                                                               |
| -- | ------------ | --- | ------------------------------------------------------------------ |
| 20 | Brasilien    | A   | Wanderson (Klubb ej klar)                                          |
| 57 | Sverige      | F   | Markus Holgersson (Avslutar karriären)                             |
| 10 | Sverige      | MF  | Alexander Farnerud (Klubb ej klar)                                 |
| 3  | Sverige      | F   | Fredrik Liverstam (till Trelleborgs FF)                            |
| 8  | Ghana        | A   | Mamudo Moro (till Mjällby AIF)                                     |
| 19 | Danmark      | A   | Tobias Mikkelsen (Avslutar karriären)                              |
| 13 | Sverige      | MF  | Mattias Almeida (Klubb ej klar)                                    |
| 23 | Sverige      | F   | Carl Thulin (Utlånad till Eskilsminne IF)                          |
| 21 | Sverige      | F   | Charlie Weberg (Utlånad till Gais)                                 |
| 22 | Island       | MF  | Daníel Hafsteinsson (Utlånad till Hafnarfjördur)                   |
| 33 | Burkina Faso | MF  | Ibrahim Bancé (Återvänder efter lån från ASEC Mimosas)             |
| 26 | Zimbabwe     | MF  | Kundai Benyu (Återvänder efter lån från Celtic)                    |
| 16 | Sydafrika    | MF  | Tashreeq Matthews (Återvänder efter lån från Borussia Dortmund II) |

| Nr | Land         | Pos | Namn                                                               |
| -- | ------------ | --- | ------------------------------------------------------------------ |
| 20 | Brasilien    | A   | Wanderson (Klubb ej klar)                                          |
| 57 | Sverige      | F   | Markus Holgersson (Avslutar karriären)                             |
| 10 | Sverige      | MF  | Alexander Farnerud (Klubb ej klar)                                 |
| 3  | Sverige      | F   | Fredrik Liverstam (till Trelleborgs FF)                            |
| 8  | Ghana        | A   | Mamudo Moro (till Mjällby AIF)                                     |
| 19 | Danmark      | A   | Tobias Mikkelsen (Avslutar karriären)                              |
| 13 | Sverige      | MF  | Mattias Almeida (Klubb ej klar)                                    |
| 23 | Sverige      | F   | Carl Thulin (Utlånad till Eskilsminne IF)                          |
| 21 | Sverige      | F   | Charlie Weberg (Utlånad till Gais)                                 |
| 22 | Island       | MF  | Daníel Hafsteinsson (Utlånad till Hafnarfjördur)                   |
| 33 | Burkina Faso | MF  | Ibrahim Bancé (Återvänder efter lån från ASEC Mimosas)             |
| 26 | Zimbabwe     | MF  | Kundai Benyu (Återvänder efter lån från Celtic)                    |
| 16 | Sydafrika    | MF  | Tashreeq Matthews (Återvänder efter lån från Borussia Dortmund II) |

#### Sommarövergångar 2020
| Nr | Land          | Pos | Namn                                   |
| -- | ------------- | --- | -------------------------------------- |
|    | Nederländerna | A   | Anthony van den Hurk (från Maastricht) |

| Nr | Land          | Pos | Namn                                   |
| -- | ------------- | --- | -------------------------------------- |
|    | Nederländerna | A   | Anthony van den Hurk (från Maastricht) |

| Nr | Land | Pos | Namn |
| -- | ---- | --- | ---- |

| Nr | Land | Pos | Namn |
| -- | ---- | --- | ---- |

### IF Elfsborg

#### Vinterövergångar 2019/2020
| Nr | Land    | Pos | Namn                                                     |
| -- | ------- | --- | -------------------------------------------------------- |
|    | Norge   | MV  | Mathias Dyngeland (från Sogndal)                         |
|    | Sverige | MF  | Alexander Bernhardsson (från Örgryte IS)                 |
|    | Sverige | MF  | Jacob Ondrejka (från Landskrona BoIS)                    |
|    | Finland | F   | Leo Väisänen (från Den Bosch)                            |
|    | Sverige | F   | Johan Larsson (från Bröndby)                             |
|    | Sverige | MF  | Eduart Iljazi (Uppflyttad från U19-laget)                |
|    | Sverige | A   | Jesper Sandberg Hesselgren (Uppflyttad från U19-laget)   |
|    | Sverige | MF  | Prince Isaac-Koume (Uppflyttad från U19-laget)           |
|    | Sverige | F   | Tim Stålheden (Uppflyttad från U19-laget)                |
|    | Sverige | MF  | Anton Thorsson (Uppflyttad från U19-laget)               |
|    | Sverige | F   | Christopher McVey (Återvänder efter lån från Dalkurd FF) |
|    | Sverige | MF  | Rasmus Rosenqvist (Återvänder efter lån från GAIS)       |

| Nr | Land    | Pos | Namn                                                     |
| -- | ------- | --- | -------------------------------------------------------- |
|    | Norge   | MV  | Mathias Dyngeland (från Sogndal)                         |
|    | Sverige | MF  | Alexander Bernhardsson (från Örgryte IS)                 |
|    | Sverige | MF  | Jacob Ondrejka (från Landskrona BoIS)                    |
|    | Finland | F   | Leo Väisänen (från Den Bosch)                            |
|    | Sverige | F   | Johan Larsson (från Bröndby)                             |
|    | Sverige | MF  | Eduart Iljazi (Uppflyttad från U19-laget)                |
|    | Sverige | A   | Jesper Sandberg Hesselgren (Uppflyttad från U19-laget)   |
|    | Sverige | MF  | Prince Isaac-Koume (Uppflyttad från U19-laget)           |
|    | Sverige | F   | Tim Stålheden (Uppflyttad från U19-laget)                |
|    | Sverige | MF  | Anton Thorsson (Uppflyttad från U19-laget)               |
|    | Sverige | F   | Christopher McVey (Återvänder efter lån från Dalkurd FF) |
|    | Sverige | MF  | Rasmus Rosenqvist (Återvänder efter lån från GAIS)       |

| Nr | Land       | Pos | Namn                                                   |
| -- | ---------- | --- | ------------------------------------------------------ |
| 1  | Danmark    | MV  | Kevin Stuhr Ellegaard (till FC Helsingör)              |
| 6  | Sverige    | F   | Jon Jönsson (Klubb ej klar)                            |
| 24 | Sverige    | MF  | Stefan Ishizaki (Avslutat karriären)                   |
| 10 | Sverige    | MF  | Simon Lundevall (till NorthEast United)                |
| 23 | Montserrat | MF  | Alex Dyer (till Al-Tadhamon)                           |
| 12 | Spanien    | F   | Alex Portillo (till Antequera)                         |
| 25 | Sverige    | A   | Arian Kabashi (Utlånad till Dalkurd FF)                |
| 30 | Sverige    | MV  | David Olsson (Utlånad till Örgryte IS)                 |
| -  | Sverige    | F   | Mattias Özgun (Utlånad till Akropolis IF)              |
| 21 | Sverige    | MF  | Jonathan Levi (Återvänder efter lån till Rosenborg)    |
| 3  | Norge      | F   | Stian Rode Gregersen (Återvänder efter lån till Molde) |

| Nr | Land       | Pos | Namn                                                   |
| -- | ---------- | --- | ------------------------------------------------------ |
| 1  | Danmark    | MV  | Kevin Stuhr Ellegaard (till FC Helsingör)              |
| 6  | Sverige    | F   | Jon Jönsson (Klubb ej klar)                            |
| 24 | Sverige    | MF  | Stefan Ishizaki (Avslutat karriären)                   |
| 10 | Sverige    | MF  | Simon Lundevall (till NorthEast United)                |
| 23 | Montserrat | MF  | Alex Dyer (till Al-Tadhamon)                           |
| 12 | Spanien    | F   | Alex Portillo (till Antequera)                         |
| 25 | Sverige    | A   | Arian Kabashi (Utlånad till Dalkurd FF)                |
| 30 | Sverige    | MV  | David Olsson (Utlånad till Örgryte IS)                 |
| -  | Sverige    | F   | Mattias Özgun (Utlånad till Akropolis IF)              |
| 21 | Sverige    | MF  | Jonathan Levi (Återvänder efter lån till Rosenborg)    |
| 3  | Norge      | F   | Stian Rode Gregersen (Återvänder efter lån till Molde) |

#### Sommarövergångar 2020
| Nr | Land | Pos | Namn |
| -- | ---- | --- | ---- |

| Nr | Land | Pos | Namn |
| -- | ---- | --- | ---- |

| Nr | Land | Pos | Namn |
| -- | ---- | --- | ---- |

| Nr | Land | Pos | Namn |
| -- | ---- | --- | ---- |

### IFK Göteborg

#### Vinterövergångar 2019/2020
| Nr | Land    | Pos | Namn                                               |
| -- | ------- | --- | -------------------------------------------------- |
|    | Sverige | F   | Alexander Jallow (från Jönköpings Södra IF)        |
|    | Sverige | MF  | Amin Affane (Återvänder efter lån från Örgryte IS) |

| Nr | Land    | Pos | Namn                                               |
| -- | ------- | --- | -------------------------------------------------- |
|    | Sverige | F   | Alexander Jallow (från Jönköpings Södra IF)        |
|    | Sverige | MF  | Amin Affane (Återvänder efter lån från Örgryte IS) |

| Nr | Land    | Pos | Namn                                          |
| -- | ------- | --- | --------------------------------------------- |
| 29 | Danmark | A   | Lasse Vibe (till Midtjylland)                 |
| -  | Sverige | MF  | Andreas Öhman (till Utsiktens BK)             |
| 17 | Sverige | F   | Edvin Dahlqvist (till Qviding FIF)            |
| -  | Sverige | F   | Erik Gunnarsson (till Utsiktens BK)           |
| -  | Sverige | F   | Jake Weisbrod (till Assyriska BK)             |
| -  | Ghana   | MF  | Lawson Sabah (Utlånad till FC Linköping City) |
| 7  | Sverige | MF  | Sebastian Eriksson (till Genoa)               |

| Nr | Land    | Pos | Namn                                          |
| -- | ------- | --- | --------------------------------------------- |
| 29 | Danmark | A   | Lasse Vibe (till Midtjylland)                 |
| -  | Sverige | MF  | Andreas Öhman (till Utsiktens BK)             |
| 17 | Sverige | F   | Edvin Dahlqvist (till Qviding FIF)            |
| -  | Sverige | F   | Erik Gunnarsson (till Utsiktens BK)           |
| -  | Sverige | F   | Jake Weisbrod (till Assyriska BK)             |
| -  | Ghana   | MF  | Lawson Sabah (Utlånad till FC Linköping City) |
| 7  | Sverige | MF  | Sebastian Eriksson (till Genoa)               |

#### Sommarövergångar 2020
| Nr | Land | Pos | Namn |
| -- | ---- | --- | ---- |

| Nr | Land | Pos | Namn |
| -- | ---- | --- | ---- |

| Nr | Land | Pos | Namn |
| -- | ---- | --- | ---- |

| Nr | Land | Pos | Namn |
| -- | ---- | --- | ---- |

### IFK Norrköping

#### Vinterövergångar 2019/2020
| Nr | Land    | Pos | Namn                                                  |
| -- | ------- | --- | ----------------------------------------------------- |
|    | Sverige | MF  | Kristoffer Khazeni (från IF Sylvia)                   |
|    | Sverige | MV  | Felix Jakobsson (från Torns IF)                       |
|    | Sverige | MF  | Jonathan Levi (från Rosenborg)                        |
|    | Sverige | F   | Theodore Rask (Uppflyttad från U19-laget)             |
|    | Sverige | A   | Carl Björk (Återvänder efter lån från IF Sylvia)      |
|    | Sverige | MV  | Julius Lindgren (Återvänder efter lån från IF Sylvia) |
|    | Sverige | MF  | Manasse Kusu (Återvänder efter lån från IF Sylvia)    |
|    | Sverige | MF  | Pontus Almqvist (Återvänder efter lån från IF Sylvia) |

| Nr | Land    | Pos | Namn                                                  |
| -- | ------- | --- | ----------------------------------------------------- |
|    | Sverige | MF  | Kristoffer Khazeni (från IF Sylvia)                   |
|    | Sverige | MV  | Felix Jakobsson (från Torns IF)                       |
|    | Sverige | MF  | Jonathan Levi (från Rosenborg)                        |
|    | Sverige | F   | Theodore Rask (Uppflyttad från U19-laget)             |
|    | Sverige | A   | Carl Björk (Återvänder efter lån från IF Sylvia)      |
|    | Sverige | MV  | Julius Lindgren (Återvänder efter lån från IF Sylvia) |
|    | Sverige | MF  | Manasse Kusu (Återvänder efter lån från IF Sylvia)    |
|    | Sverige | MF  | Pontus Almqvist (Återvänder efter lån från IF Sylvia) |

| Nr | Land    | Pos | Namn                                        |
| -- | ------- | --- | ------------------------------------------- |
| 17 | Sverige | A   | Karl Holmberg (till Djurgårdens IF)         |
| 9  | Sverige | F   | Johannes Vall (till Ljungskile SK)          |
| 10 | Finland | A   | Simon Skrabb (till Brescia)                 |
| 6  | Danmark | F   | Kasper Larsen (till Odense)                 |
| -  | Egypten | MF  | Alexander Jakobsen (till Sarpsborg)         |
| 97 | Estland | MV  | Andreas Vaikla (till Narva Trans)           |
| 8  | Island  | MF  | Gudmundur Thórarinsson (till New York City) |
| 24 | Sverige | MV  | Gustav Jansson (Klubb ej klar)              |
| -  | Sverige | MV  | Felix Jakobsson (Utlånad till IF Sylvia)    |
| -  | Island  | F   | Alfons Sampsted (till Bodö/Glimt)           |

| Nr | Land    | Pos | Namn                                        |
| -- | ------- | --- | ------------------------------------------- |
| 17 | Sverige | A   | Karl Holmberg (till Djurgårdens IF)         |
| 9  | Sverige | F   | Johannes Vall (till Ljungskile SK)          |
| 10 | Finland | A   | Simon Skrabb (till Brescia)                 |
| 6  | Danmark | F   | Kasper Larsen (till Odense)                 |
| -  | Egypten | MF  | Alexander Jakobsen (till Sarpsborg)         |
| 97 | Estland | MV  | Andreas Vaikla (till Narva Trans)           |
| 8  | Island  | MF  | Gudmundur Thórarinsson (till New York City) |
| 24 | Sverige | MV  | Gustav Jansson (Klubb ej klar)              |
| -  | Sverige | MV  | Felix Jakobsson (Utlånad till IF Sylvia)    |
| -  | Island  | F   | Alfons Sampsted (till Bodö/Glimt)           |

#### Sommarövergångar 2020
| Nr | Land | Pos | Namn |
| -- | ---- | --- | ---- |

| Nr | Land | Pos | Namn |
| -- | ---- | --- | ---- |

| Nr | Land | Pos | Namn |
| -- | ---- | --- | ---- |

| Nr | Land | Pos | Namn |
| -- | ---- | --- | ---- |

### IK Sirius

#### Vinterövergångar 2019/2020
| Nr | Land     | Pos | Namn                                       |
| -- | -------- | --- | ------------------------------------------ |
|    | Sverige  | MF  | Simon Gefvert (från Karlslunds IF)         |
|    | Sverige  | MF  | Nahom Girmai (från Varbergs BoIS)          |
|    | Kanada   | MV  | Jonathan Viscosi (från San Antonio)        |
|    | Sverige  | MF  | Adam Hellborg (från Kalmar FF)             |
|    | Nigeria  | A   | Kennedy Igboananike (från Al-Hazem)        |
|    | Sverige  | F   | Hjalmar Ekdal (Inlånad från Hammarby IF)   |
|    | Albanien | MF  | Laorent Shabani (från Malmö FF)            |
|    | Japan    | MF  | Yukiya Sugita (från Tractor Sazi)          |
|    | Sverige  | MV  | Hannes Sveijer (Uppflyttad från U19-laget) |
|    | Sverige  | A   | Joakim Persson (Uppflyttad från U19-laget) |

| Nr | Land     | Pos | Namn                                       |
| -- | -------- | --- | ------------------------------------------ |
|    | Sverige  | MF  | Simon Gefvert (från Karlslunds IF)         |
|    | Sverige  | MF  | Nahom Girmai (från Varbergs BoIS)          |
|    | Kanada   | MV  | Jonathan Viscosi (från San Antonio)        |
|    | Sverige  | MF  | Adam Hellborg (från Kalmar FF)             |
|    | Nigeria  | A   | Kennedy Igboananike (från Al-Hazem)        |
|    | Sverige  | F   | Hjalmar Ekdal (Inlånad från Hammarby IF)   |
|    | Albanien | MF  | Laorent Shabani (från Malmö FF)            |
|    | Japan    | MF  | Yukiya Sugita (från Tractor Sazi)          |
|    | Sverige  | MV  | Hannes Sveijer (Uppflyttad från U19-laget) |
|    | Sverige  | A   | Joakim Persson (Uppflyttad från U19-laget) |

| Nr | Land            | Pos | Namn                                         |
| -- | --------------- | --- | -------------------------------------------- |
| 30 | Sverige         | MV  | John Alvbåge (till Lindome GIF)              |
| 19 | Sverige         | MF  | Christer Gustafsson (till IF Brommapojkarna) |
| 14 | Sverige         | MF  | Ian Sirelius (Avslutat karriären)            |
| 21 | Nigeria         | A   | John Junior Igbarumah (till Dalkurd FF)      |
| 18 | Sverige         | MF  | Jesper Arvidsson (till IF Brommapojkarna)    |
| -  | Sverige         | MF  | Sherko Faiqi (till FC Linköping City)        |
| 25 | Elfenbenskusten | MF  | Abdul Razak (till Örgryte IS)                |
| 23 | Sverige         | A   | Philip Haglund (till IF Brommapojkarna)      |
| 12 | Nigeria         | A   | Henry Offia (till Dalkurd FF)                |

| Nr | Land            | Pos | Namn                                         |
| -- | --------------- | --- | -------------------------------------------- |
| 30 | Sverige         | MV  | John Alvbåge (till Lindome GIF)              |
| 19 | Sverige         | MF  | Christer Gustafsson (till IF Brommapojkarna) |
| 14 | Sverige         | MF  | Ian Sirelius (Avslutat karriären)            |
| 21 | Nigeria         | A   | John Junior Igbarumah (till Dalkurd FF)      |
| 18 | Sverige         | MF  | Jesper Arvidsson (till IF Brommapojkarna)    |
| -  | Sverige         | MF  | Sherko Faiqi (till FC Linköping City)        |
| 25 | Elfenbenskusten | MF  | Abdul Razak (till Örgryte IS)                |
| 23 | Sverige         | A   | Philip Haglund (till IF Brommapojkarna)      |
| 12 | Nigeria         | A   | Henry Offia (till Dalkurd FF)                |

#### Sommarövergångar 2020
| Nr | Land | Pos | Namn |
| -- | ---- | --- | ---- |

| Nr | Land | Pos | Namn |
| -- | ---- | --- | ---- |

| Nr | Land | Pos | Namn |
| -- | ---- | --- | ---- |

| Nr | Land | Pos | Namn |
| -- | ---- | --- | ---- |

### Kalmar FF

#### Vinterövergångar 2019/2020
| Nr | Land    | Pos | Namn                                                                |
| -- | ------- | --- | ------------------------------------------------------------------- |
|    | Sverige | MV  | Tobias Andersson (från Östers IF)                                   |
|    | Sverige | F   | Sebastian Ring (från Grimsby Town)                                  |
|    | Sverige | MF  | Svante Ingelsson (Inlånad från Udinese)                             |
|    | Sverige | F   | Malte Persson (Uppflyttad från U19-laget)                           |
|    | Sverige | F   | Viktor Krüger (Uppflyttad från U19-laget)                           |
|    | Sverige | MF  | Johan Arvidsson (Uppflyttad från U19-laget)                         |
|    | Sverige | A   | Alexander Ahl Holmström (Återvänder efter lån från Oskarshamns AIK) |
|    | Sverige | A   | Edvin Crona (Återvänder efter lån från IFK Värnamo)                 |

| Nr | Land    | Pos | Namn                                                                |
| -- | ------- | --- | ------------------------------------------------------------------- |
|    | Sverige | MV  | Tobias Andersson (från Östers IF)                                   |
|    | Sverige | F   | Sebastian Ring (från Grimsby Town)                                  |
|    | Sverige | MF  | Svante Ingelsson (Inlånad från Udinese)                             |
|    | Sverige | F   | Malte Persson (Uppflyttad från U19-laget)                           |
|    | Sverige | F   | Viktor Krüger (Uppflyttad från U19-laget)                           |
|    | Sverige | MF  | Johan Arvidsson (Uppflyttad från U19-laget)                         |
|    | Sverige | A   | Alexander Ahl Holmström (Återvänder efter lån från Oskarshamns AIK) |
|    | Sverige | A   | Edvin Crona (Återvänder efter lån från IFK Värnamo)                 |

| Nr | Land             | Pos | Namn                                                          |
| -- | ---------------- | --- | ------------------------------------------------------------- |
| 12 | Sverige          | F   | Jesper Manns (till AFC Eskilstuna)                            |
| 18 | Palestina (stat) | A   | Mahmoud Eid (till Persebaya Surabaya)                         |
| 38 | Sverige          | MF  | Adam Hellborg (till IK Sirius)                                |
| -  | Sverige          | F   | Malte Persson (Utlånad till Oskarshamns AIK)                  |
| -  | Sverige          | F   | Viktor Krüger (Utlånad till Oskarshamns AIK)                  |
| 95 | Brasilien        | A   | Maxwell (Utlånad till Cuiabá)                                 |
| 9  | Sverige          | A   | Måns Söderqvist (till Trelleborgs FF)                         |
| 26 | Sverige          | F   | Olle Lindqvist (Utlånad till Oskarshamns AIK)                 |
| 21 | Sverige          | MV  | Hampus Strömgren (Klubb ej klar)                              |
| 1  | Sverige          | MV  | Viktor Noring (Klubb ej klar)                                 |
| 14 | Nigeria          | MF  | Chidiebere Nwakali (Klubb ej klar)                            |
| 5  | Sverige          | F   | Viktor Agardius (till Livorno)                                |
| 34 | Sverige          | MF  | Herman Hallberg (till Trelleborgs FF)                         |
| 6  | Sverige          | MF  | Rasmus Elm (Avslutat karriären)                               |
| 70 | Egypten          | MF  | Alexander Jakobsen (Återvänder efter lån till IFK Norrköping) |

| Nr | Land             | Pos | Namn                                                          |
| -- | ---------------- | --- | ------------------------------------------------------------- |
| 12 | Sverige          | F   | Jesper Manns (till AFC Eskilstuna)                            |
| 18 | Palestina (stat) | A   | Mahmoud Eid (till Persebaya Surabaya)                         |
| 38 | Sverige          | MF  | Adam Hellborg (till IK Sirius)                                |
| -  | Sverige          | F   | Malte Persson (Utlånad till Oskarshamns AIK)                  |
| -  | Sverige          | F   | Viktor Krüger (Utlånad till Oskarshamns AIK)                  |
| 95 | Brasilien        | A   | Maxwell (Utlånad till Cuiabá)                                 |
| 9  | Sverige          | A   | Måns Söderqvist (till Trelleborgs FF)                         |
| 26 | Sverige          | F   | Olle Lindqvist (Utlånad till Oskarshamns AIK)                 |
| 21 | Sverige          | MV  | Hampus Strömgren (Klubb ej klar)                              |
| 1  | Sverige          | MV  | Viktor Noring (Klubb ej klar)                                 |
| 14 | Nigeria          | MF  | Chidiebere Nwakali (Klubb ej klar)                            |
| 5  | Sverige          | F   | Viktor Agardius (till Livorno)                                |
| 34 | Sverige          | MF  | Herman Hallberg (till Trelleborgs FF)                         |
| 6  | Sverige          | MF  | Rasmus Elm (Avslutat karriären)                               |
| 70 | Egypten          | MF  | Alexander Jakobsen (Återvänder efter lån till IFK Norrköping) |

#### Sommarövergångar 2020
| Nr | Land    | Pos | Namn                              |
| -- | ------- | --- | --------------------------------- |
|    | Sverige | MF  | Erik Israelsson (från Vålerengen) |

| Nr | Land    | Pos | Namn                              |
| -- | ------- | --- | --------------------------------- |
|    | Sverige | MF  | Erik Israelsson (från Vålerengen) |

| Nr | Land | Pos | Namn |
| -- | ---- | --- | ---- |

| Nr | Land | Pos | Namn |
| -- | ---- | --- | ---- |

### Malmö FF

#### Vinterövergångar 2019/2020
| Nr | Land    | Pos | Namn                                                      |
| -- | ------- | --- | --------------------------------------------------------- |
|    | Sverige | A   | Isaac Kiese Thelin (Inlånad från Anderlecht)              |
|    | Sverige | MF  | Patriot Sejdiu (Uppflyttad från U19-laget)                |
|    | Sverige | F   | Linus Borgström (Uppflyttad från U19-laget)               |
|    | Sverige | MF  | Adi Nalic (Återvänder efter lån från AFC Eskilstuna)      |
|    | Sverige | F   | Anel Ahmedhodzic (Återvänder efter lån från Hobro)        |
|    | Sverige | F   | Hugo Andersson (Återvänder efter lån från Trelleborgs FF) |
|    | Sverige | MF  | Pavle Vagic (Återvänder efter lån från AFC Eskilstuna)    |

| Nr | Land    | Pos | Namn                                                      |
| -- | ------- | --- | --------------------------------------------------------- |
|    | Sverige | A   | Isaac Kiese Thelin (Inlånad från Anderlecht)              |
|    | Sverige | MF  | Patriot Sejdiu (Uppflyttad från U19-laget)                |
|    | Sverige | F   | Linus Borgström (Uppflyttad från U19-laget)               |
|    | Sverige | MF  | Adi Nalic (Återvänder efter lån från AFC Eskilstuna)      |
|    | Sverige | F   | Anel Ahmedhodzic (Återvänder efter lån från Hobro)        |
|    | Sverige | F   | Hugo Andersson (Återvänder efter lån från Trelleborgs FF) |
|    | Sverige | MF  | Pavle Vagic (Återvänder efter lån från AFC Eskilstuna)    |

| Nr | Land     | Pos | Namn                                                   |
| -- | -------- | --- | ------------------------------------------------------ |
| 9  | Sverige  | A   | Markus Rosenberg (Avslutat karriären)                  |
| 39 | Sverige  | MF  | Felix Konstandeliasz (till Lunds BK)                   |
| -  | Sverige  | MV  | Jakob Tånnander (till HJK Helsingfors)                 |
| 38 | Albanien | MF  | Laorent Shabani (till IK Sirius)                       |
| -  | Sverige  | MV  | Marko Johansson (Utlånad till Mjällby AIF)             |
| 31 | Sverige  | F   | Franz Brorsson (Utlånad till Esbjerg)                  |
| 36 | Sverige  | MF  | Patriot Sejdiu (Utlånad till Dalkurd FF)               |
| 10 | Sverige  | A   | Carlos Strandberg (till Al-Hazem)                      |
| 30 | Sverige  | MV  | Mathias Nilsson (Utlånad till Lunds BK)                |
| 18 | USA      | MF  | Romain Gall (Utlånad till Stabaek)                     |
| 16 | Sverige  | F   | Felix Beijmo (Återvänder efter lån till Werder Bremen) |

| Nr | Land     | Pos | Namn                                                   |
| -- | -------- | --- | ------------------------------------------------------ |
| 9  | Sverige  | A   | Markus Rosenberg (Avslutat karriären)                  |
| 39 | Sverige  | MF  | Felix Konstandeliasz (till Lunds BK)                   |
| -  | Sverige  | MV  | Jakob Tånnander (till HJK Helsingfors)                 |
| 38 | Albanien | MF  | Laorent Shabani (till IK Sirius)                       |
| -  | Sverige  | MV  | Marko Johansson (Utlånad till Mjällby AIF)             |
| 31 | Sverige  | F   | Franz Brorsson (Utlånad till Esbjerg)                  |
| 36 | Sverige  | MF  | Patriot Sejdiu (Utlånad till Dalkurd FF)               |
| 10 | Sverige  | A   | Carlos Strandberg (till Al-Hazem)                      |
| 30 | Sverige  | MV  | Mathias Nilsson (Utlånad till Lunds BK)                |
| 18 | USA      | MF  | Romain Gall (Utlånad till Stabaek)                     |
| 16 | Sverige  | F   | Felix Beijmo (Återvänder efter lån till Werder Bremen) |

#### Sommarövergångar 2020
| Nr | Land | Pos | Namn |
| -- | ---- | --- | ---- |

| Nr | Land | Pos | Namn |
| -- | ---- | --- | ---- |

| Nr | Land | Pos | Namn |
| -- | ---- | --- | ---- |

| Nr | Land | Pos | Namn |
| -- | ---- | --- | ---- |

### Mjällby AIF

#### Vinterövergångar 2019/2020
| Nr | Land           | Pos | Namn                                    |
| -- | -------------- | --- | --------------------------------------- |
|    | Marocko        | F   | Jasin Khayat (från Norrby IF)           |
|    | Ghana          | A   | Mamudo Moro (från Helsingborgs IF)      |
|    | Sverige        | MV  | Noel Törnqvist (från IS Halmia)         |
|    | Sverige        | F   | Max Watson (från Jönköpings Södra IF)   |
|    | Sverige        | F   | Eric Björkander (från GIF Sundsvall)    |
|    | Sverige        | MV  | Marko Johansson (Inlånad från Malmö FF) |
|    | Nordmakedonien | MF  | Besard Sabovic (från Djurgårdens IF)    |
|    | Sverige        | A   | Jacob Bergström (från Mjöndalen)        |
|    | Spanien        | MF  | David Batanero (från GIF Sundsvall)     |
|    | Sverige        | F   | Jesper Löfgren (Inlånad från Brann)     |
|    | Nigeria        | A   | Moses Ogbu (från Grimsby Town)          |

| Nr | Land           | Pos | Namn                                    |
| -- | -------------- | --- | --------------------------------------- |
|    | Marocko        | F   | Jasin Khayat (från Norrby IF)           |
|    | Ghana          | A   | Mamudo Moro (från Helsingborgs IF)      |
|    | Sverige        | MV  | Noel Törnqvist (från IS Halmia)         |
|    | Sverige        | F   | Max Watson (från Jönköpings Södra IF)   |
|    | Sverige        | F   | Eric Björkander (från GIF Sundsvall)    |
|    | Sverige        | MV  | Marko Johansson (Inlånad från Malmö FF) |
|    | Nordmakedonien | MF  | Besard Sabovic (från Djurgårdens IF)    |
|    | Sverige        | A   | Jacob Bergström (från Mjöndalen)        |
|    | Spanien        | MF  | David Batanero (från GIF Sundsvall)     |
|    | Sverige        | F   | Jesper Löfgren (Inlånad från Brann)     |
|    | Nigeria        | A   | Moses Ogbu (från Grimsby Town)          |

| Nr | Land      | Pos | Namn                                                      |
| -- | --------- | --- | --------------------------------------------------------- |
| 11 | Sverige   | MF  | William Kvist (till Varbergs BoIS)                        |
| -  | Sverige   | F   | Jakob Ottosson (till Lunds BK)                            |
| 18 | Sverige   | F   | Philip Persson (till Ifö/Bromölla IF)                     |
| -  | Sverige   | A   | Omar Dampha (Utlånad till Ifö/Bromölla IF)                |
| 26 | Gambia    | F   | Mohammed Mbye (Klubb ej klar)                             |
| -  | Sverige   | F   | Pontus Jonsson (Utlånad till FK Karlskrona)               |
| 17 | Sverige   | MF  | Charbel Georges (till Arameisk-Syrianska IF)              |
| 14 | Sverige   | MF  | Kevin Höög Jansson (till Fremad Amager)                   |
| 10 | Sverige   | MF  | Mirza Halvadzic (till Lunds BK)                           |
| 8  | Gambia    | MF  | Bubacarr Jobe (Utlånad till Örgryte IS)                   |
| 21 | Sverige   | MF  | Felix Konstandeliasz (Återvänder efter lån till Malmö FF) |
| 29 | Nigeria   | A   | Michael Omoh (Återvänder efter lån till Örebro SK)        |
| 1  | Slovenien | MV  | Nino Irgolic (Återvänder efter lån till Maribor)          |

| Nr | Land      | Pos | Namn                                                      |
| -- | --------- | --- | --------------------------------------------------------- |
| 11 | Sverige   | MF  | William Kvist (till Varbergs BoIS)                        |
| -  | Sverige   | F   | Jakob Ottosson (till Lunds BK)                            |
| 18 | Sverige   | F   | Philip Persson (till Ifö/Bromölla IF)                     |
| -  | Sverige   | A   | Omar Dampha (Utlånad till Ifö/Bromölla IF)                |
| 26 | Gambia    | F   | Mohammed Mbye (Klubb ej klar)                             |
| -  | Sverige   | F   | Pontus Jonsson (Utlånad till FK Karlskrona)               |
| 17 | Sverige   | MF  | Charbel Georges (till Arameisk-Syrianska IF)              |
| 14 | Sverige   | MF  | Kevin Höög Jansson (till Fremad Amager)                   |
| 10 | Sverige   | MF  | Mirza Halvadzic (till Lunds BK)                           |
| 8  | Gambia    | MF  | Bubacarr Jobe (Utlånad till Örgryte IS)                   |
| 21 | Sverige   | MF  | Felix Konstandeliasz (Återvänder efter lån till Malmö FF) |
| 29 | Nigeria   | A   | Michael Omoh (Återvänder efter lån till Örebro SK)        |
| 1  | Slovenien | MV  | Nino Irgolic (Återvänder efter lån till Maribor)          |

#### Sommarövergångar 2020
| Nr | Land | Pos | Namn |
| -- | ---- | --- | ---- |

| Nr | Land | Pos | Namn |
| -- | ---- | --- | ---- |

| Nr | Land | Pos | Namn |
| -- | ---- | --- | ---- |

| Nr | Land | Pos | Namn |
| -- | ---- | --- | ---- |

### Varbergs BoIS

#### Vinterövergångar 2019/2020
| Nr | Land      | Pos | Namn                                                     |
| -- | --------- | --- | -------------------------------------------------------- |
|    | Sverige   | MF  | Gustaf Norlin (från Skövde AIK)                          |
|    | Sverige   | A   | Axel Pettersson (från IK Oddevold)                       |
|    | Sverige   | MF  | Albin Winbo (från Tvååkers IF)                           |
|    | Sverige   | MF  | Alexander Johansson (från Tvååkers IF)                   |
|    | Nigeria   | MF  | Monday Samuel (från Thanh Hóa)                           |
|    | Sverige   | A   | Rasmus Cronvall (från Varbergs GIF)                      |
|    | Sverige   | MF  | Robin Tranberg (från Dalkurd FF)                         |
|    | Sverige   | MF  | William Kvist (från Mjällby AIF)                         |
|    | Sydafrika | A   | Tashreeq Matthews (från Borussia Dortmund II)            |
|    | Sydafrika | MF  | Luke Le Roux (från SuperSport United)                    |
|    | Sverige   | F   | Jon Birkfeldt (från IK Frej)                             |
|    | Sverige   | MV  | Stojan Lukic (från Örgryte IS)                           |
|    | Sverige   | MF  | André Boman (Återvänder efter lån från Varbergs GIF)     |
|    | Sverige   | MF  | Liam Munther (Återvänder efter lån från Varbergs GIF)    |
|    | Sverige   | F   | Nils Bertilsson (Återvänder efter lån från Varbergs GIF) |

| Nr | Land      | Pos | Namn                                                     |
| -- | --------- | --- | -------------------------------------------------------- |
|    | Sverige   | MF  | Gustaf Norlin (från Skövde AIK)                          |
|    | Sverige   | A   | Axel Pettersson (från IK Oddevold)                       |
|    | Sverige   | MF  | Albin Winbo (från Tvååkers IF)                           |
|    | Sverige   | MF  | Alexander Johansson (från Tvååkers IF)                   |
|    | Nigeria   | MF  | Monday Samuel (från Thanh Hóa)                           |
|    | Sverige   | A   | Rasmus Cronvall (från Varbergs GIF)                      |
|    | Sverige   | MF  | Robin Tranberg (från Dalkurd FF)                         |
|    | Sverige   | MF  | William Kvist (från Mjällby AIF)                         |
|    | Sydafrika | A   | Tashreeq Matthews (från Borussia Dortmund II)            |
|    | Sydafrika | MF  | Luke Le Roux (från SuperSport United)                    |
|    | Sverige   | F   | Jon Birkfeldt (från IK Frej)                             |
|    | Sverige   | MV  | Stojan Lukic (från Örgryte IS)                           |
|    | Sverige   | MF  | André Boman (Återvänder efter lån från Varbergs GIF)     |
|    | Sverige   | MF  | Liam Munther (Återvänder efter lån från Varbergs GIF)    |
|    | Sverige   | F   | Nils Bertilsson (Återvänder efter lån från Varbergs GIF) |

| Nr | Land    | Pos | Namn                                         |
| -- | ------- | --- | -------------------------------------------- |
| 10 | Sverige | MF  | Robin Book (till Örebro SK)                  |
| 7  | Sverige | A   | Perparim Beqaj (till Jönköpings Södra IF)    |
| 2  | Sverige | F   | Tobias Carlsson (till BK Häcken)             |
| 11 | Sverige | MF  | Nahom Girmai (till IK Sirius)                |
| -  | Sverige | MF  | Axel Olsson (till Ängelholms FF)             |
| 21 | Sverige | MF  | Erik Zetterberg (till FC Edmonton)           |
| -  | Sverige | F   | Jakob Bergman (till Umeå FC)                 |
| 6  | Sverige | F   | Philip Ljung (Utlånad till Ängelholms FF)    |
| -  | Sverige | MF  | William Kvist (Utlånad till Landskrona BoIS) |
| 17 | Sverige | A   | Axel Pettersson (Utlånad till Ljungskile SK) |
| 12 | Sverige | MF  | Rebin Asaad (Klubb ej klar)                  |

| Nr | Land    | Pos | Namn                                         |
| -- | ------- | --- | -------------------------------------------- |
| 10 | Sverige | MF  | Robin Book (till Örebro SK)                  |
| 7  | Sverige | A   | Perparim Beqaj (till Jönköpings Södra IF)    |
| 2  | Sverige | F   | Tobias Carlsson (till BK Häcken)             |
| 11 | Sverige | MF  | Nahom Girmai (till IK Sirius)                |
| -  | Sverige | MF  | Axel Olsson (till Ängelholms FF)             |
| 21 | Sverige | MF  | Erik Zetterberg (till FC Edmonton)           |
| -  | Sverige | F   | Jakob Bergman (till Umeå FC)                 |
| 6  | Sverige | F   | Philip Ljung (Utlånad till Ängelholms FF)    |
| -  | Sverige | MF  | William Kvist (Utlånad till Landskrona BoIS) |
| 17 | Sverige | A   | Axel Pettersson (Utlånad till Ljungskile SK) |
| 12 | Sverige | MF  | Rebin Asaad (Klubb ej klar)                  |

#### Sommarövergångar 2020
| Nr | Land | Pos | Namn |
| -- | ---- | --- | ---- |

| Nr | Land | Pos | Namn |
| -- | ---- | --- | ---- |

| Nr | Land | Pos | Namn |
| -- | ---- | --- | ---- |

| Nr | Land | Pos | Namn |
| -- | ---- | --- | ---- |

### Örebro SK

#### Vinterövergångar 2019/2020
| Nr | Land    | Pos | Namn                                                     |
| -- | ------- | --- | -------------------------------------------------------- |
|    | Sverige | MF  | Robin Book (från Varbergs BoIS)                          |
|    | Sverige | F   | Benjamin Hjertstrand (från IK Brage)                     |
|    | Sverige | A   | Erik Björndahl (från Degerfors IF)                       |
|    | Sverige | MF  | David Seger (från Sollentuna FK)                         |
|    | USA     | MV  | Jake McGuire (från Gefle IF)                             |
|    | Danmark | F   | Andreas Skovgaard (Inlånad från Heerenveen)              |
|    | Sverige | A   | Jack Lahne (Inlånad från Amiens)                         |
|    | Sverige | MV  | Simon Gustafsson (Uppflyttad från U19-laget)             |
|    | Kosovo  | MF  | Alfred Ajdarevic (Återvänder efter lån från IFK Värnamo) |

| Nr | Land    | Pos | Namn                                                     |
| -- | ------- | --- | -------------------------------------------------------- |
|    | Sverige | MF  | Robin Book (från Varbergs BoIS)                          |
|    | Sverige | F   | Benjamin Hjertstrand (från IK Brage)                     |
|    | Sverige | A   | Erik Björndahl (från Degerfors IF)                       |
|    | Sverige | MF  | David Seger (från Sollentuna FK)                         |
|    | USA     | MV  | Jake McGuire (från Gefle IF)                             |
|    | Danmark | F   | Andreas Skovgaard (Inlånad från Heerenveen)              |
|    | Sverige | A   | Jack Lahne (Inlånad från Amiens)                         |
|    | Sverige | MV  | Simon Gustafsson (Uppflyttad från U19-laget)             |
|    | Kosovo  | MF  | Alfred Ajdarevic (Återvänder efter lån från IFK Värnamo) |

| Nr | Land    | Pos | Namn                                       |
| -- | ------- | --- | ------------------------------------------ |
| 30 | Sverige | MV  | Mathias Karlsson (till GAIS)               |
| 15 | Sverige | F   | Martin Lorentzson (till Kvicksunds IK)     |
| 13 | Sverige | A   | Rodin Deprem (till Greuther Fürth)         |
| 48 | Sverige | MF  | Adam Bark (till Motala AIF)                |
| 16 | Irak    | MF  | Yaser Kasim (till Arbil)                   |
| 9  | Sverige | A   | Viktor Prodell (till Ho Chi Minh City)     |
| 7  | Sverige | MF  | Johan Bertilsson (till Degerfors IF)       |
| -  | Nigeria | A   | Michael Omoh (till Politehnica Iași)       |
| 18 | Nigeria | A   | Isaac Boye (Utlånad till Ljungskile SK)    |
| 45 | Sverige | MV  | Simon Gustafsson (Utlånad till BK Forward) |

| Nr | Land    | Pos | Namn                                       |
| -- | ------- | --- | ------------------------------------------ |
| 30 | Sverige | MV  | Mathias Karlsson (till GAIS)               |
| 15 | Sverige | F   | Martin Lorentzson (till Kvicksunds IK)     |
| 13 | Sverige | A   | Rodin Deprem (till Greuther Fürth)         |
| 48 | Sverige | MF  | Adam Bark (till Motala AIF)                |
| 16 | Irak    | MF  | Yaser Kasim (till Arbil)                   |
| 9  | Sverige | A   | Viktor Prodell (till Ho Chi Minh City)     |
| 7  | Sverige | MF  | Johan Bertilsson (till Degerfors IF)       |
| -  | Nigeria | A   | Michael Omoh (till Politehnica Iași)       |
| 18 | Nigeria | A   | Isaac Boye (Utlånad till Ljungskile SK)    |
| 45 | Sverige | MV  | Simon Gustafsson (Utlånad till BK Forward) |

#### Sommarövergångar 2020
| Nr | Land | Pos | Namn |
| -- | ---- | --- | ---- |

| Nr | Land | Pos | Namn |
| -- | ---- | --- | ---- |

| Nr | Land | Pos | Namn |
| -- | ---- | --- | ---- |

| Nr | Land | Pos | Namn |
| -- | ---- | --- | ---- |

### Östersunds FK

#### Vinterövergångar 2019/2020
| Nr | Land            | Pos | Namn                                                |
| -- | --------------- | --- | --------------------------------------------------- |
|    | Elfenbenskusten | F   | Kalpi Ouattara (från ASEC Mimosas)                  |
|    | Ghana           | MF  | Frank Arhin (Återvänder efter lån från Dalkurd FF)  |
|    | Sverige         | MF  | Henrik Bellman (Återvänder efter lån från Levanger) |

| Nr | Land            | Pos | Namn                                                |
| -- | --------------- | --- | --------------------------------------------------- |
|    | Elfenbenskusten | F   | Kalpi Ouattara (från ASEC Mimosas)                  |
|    | Ghana           | MF  | Frank Arhin (Återvänder efter lån från Dalkurd FF)  |
|    | Sverige         | MF  | Henrik Bellman (Återvänder efter lån från Levanger) |

| Nr | Land    | Pos | Namn                                   |
| -- | ------- | --- | -------------------------------------- |
| 8  | England | A   | Jamie Hopcutt (Klubb ej klar)          |
| 2  | Sverige | F   | Tom Pettersson (till FC Cincinnati)    |
| 6  | Sverige | F   | Douglas Bergqvist (till Arka Gdynia)   |
| 99 | Sverige | A   | Dino Islamovic (till Rosenborg)        |
| 32 | Ghana   | F   | Patrick Kpozo (Utlånad till IFK Luleå) |

| Nr | Land    | Pos | Namn                                   |
| -- | ------- | --- | -------------------------------------- |
| 8  | England | A   | Jamie Hopcutt (Klubb ej klar)          |
| 2  | Sverige | F   | Tom Pettersson (till FC Cincinnati)    |
| 6  | Sverige | F   | Douglas Bergqvist (till Arka Gdynia)   |
| 99 | Sverige | A   | Dino Islamovic (till Rosenborg)        |
| 32 | Ghana   | F   | Patrick Kpozo (Utlånad till IFK Luleå) |

#### Sommarövergångar 2020
| Nr | Land | Pos | Namn |
| -- | ---- | --- | ---- |

| Nr | Land | Pos | Namn |
| -- | ---- | --- | ---- |

| Nr | Land | Pos | Namn |
| -- | ---- | --- | ---- |

| Nr | Land | Pos | Namn |
| -- | ---- | --- | ---- |

## Superettan
Se Lista över fotbollsövergångar i Superettan i Sverige 2020. 